# Anoplophytum
Anoplophytum là một chi thực vật có hoa trong họ Bromeliaceae.

## Danh sách loài
- Anoplophytum amoenum
- Anoplophytum aeranthos
- Anoplophytum benthamianum
- Anoplophytum bicolor
- Anoplophytum binoti
- Anoplophytum brachypidium
- Anoplophytum brachypodium
- Anoplophytum calothyrsum
- Anoplophytum calothyrsus
- Anoplophytum dianthoideum
- Anoplophytum didistichum
- Anoplophytum duratii
- Anoplophytum flexuosum
  - Anoplophytum flexuosum var. pallidum
- Anoplophytum geminiflorum
- Anoplophytum guianense
- Anoplophytum incanum
- Anoplophytum krameri
- Anoplophytum lineare
- Anoplophytum longebracteatum
- Anoplophytum luteum
- Anoplophytum paniculatum
- Anoplophytum pulchellum
- Anoplophytum refulgens
- Anoplophytum rollissoni
- Anoplophytum roseum
- Anoplophytum rubidum
- Anoplophytum setaceum
- Anoplophytum sprengelianum
- Anoplophytum stramineum
- Anoplophytum strictum
- Anoplophytum strobilanthum
- Anoplophytum undosum
- Anoplophytum vestitum
- Anoplophytum violaceum
- Anoplophytum vittatum
- Anoplophytum xiphioides

## Hình ảnh

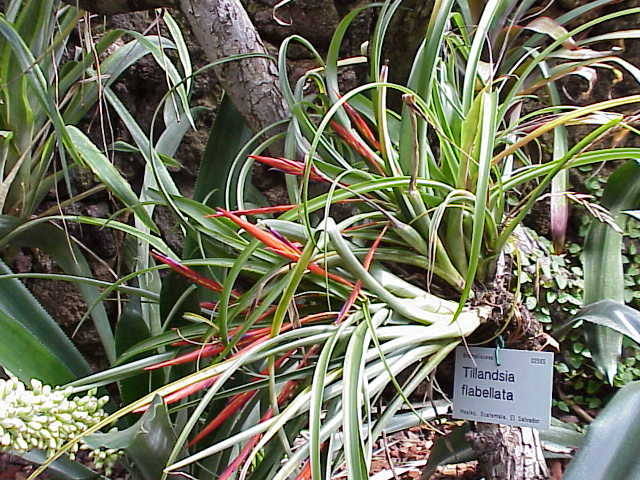